# Jürgen Kraus (Journalist)
Jürgen Kraus (* 25. Juni 1969 in Erlangen) ist ein deutscher Journalist und Hörfunk-Funktionär. Er ist seit März 2022 Programmbereichsleiter bei WDR 2 und WDR 4.

## Biografie
Jürgen Kraus begann seine Radiokarriere mit einem Volontariat bei „Radio Downtown“ in den Jahren 1987–1989. In den folgenden Jahren arbeitete er bei verschiedenen bayerischen Radiosendern als Moderator und Programmmitarbeiter. 
Von 2000 bis 2008 war er Programmchef bei „Die Neue 107.7“ in Stuttgart. 2009 wechselte er zu Antenne Bayern als Musikchef. Seit Oktober 2014 arbeitet er beim WDR und ist dort in der  Steuerungsgruppe „Digitaler Wandel“ und als Leiter der Hauptabteilung „Programmmanagement NWK“ tätig. Weiterhin verantwortet er die Hauptabteilung Programmmanagement in der Direktion NRW, Wissen und Kultur. Seit März 2022 verantwortet er als Programmbereichsleiter die Radiowellen WDR 2 und WDR 4.